# Marcela Agoncillo

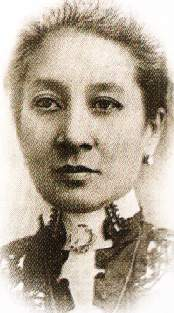
Marcela Agoncillo

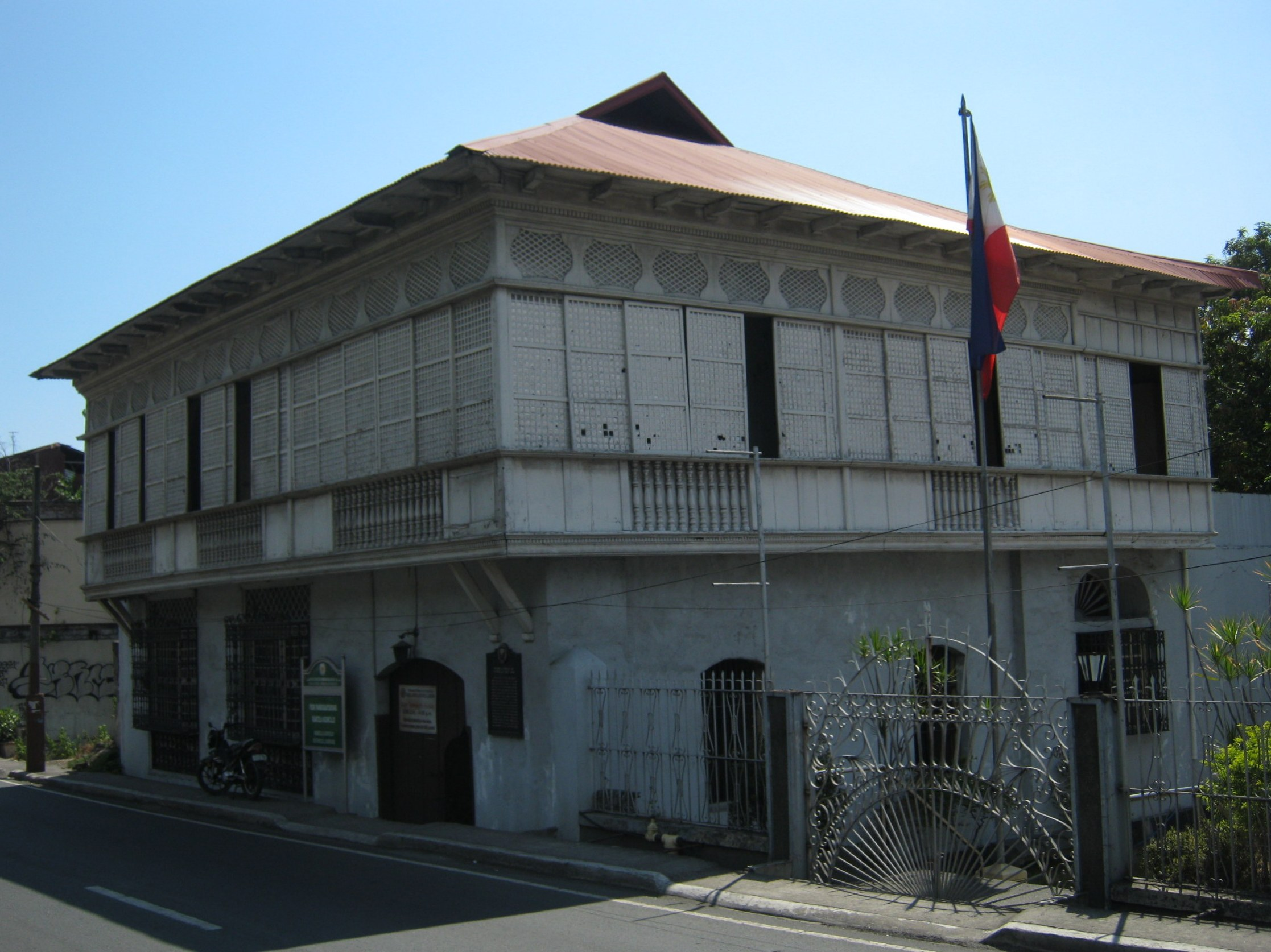
Het familiehuis van Marcela Mariño de Agoncillo in Taal, Batangas

Marcela Agoncillo (Taal, 24 juni 1859 - Manilla, 30 mei 1946) was een Filipina, die bekend werd als de maakster van de eerste Filipijnse vlag. Ze wordt hierdoor in de Filipijnen herinnerd als een van de heldinnen van de Filipijnse revolutie en aangeduid als de "moeder van de Filipijnse vlag".

## Biografie
Marcela Agoncillo werd geboren op 24 juni 1859 in Taal in de Filipijnse provincie Batangas. Haar ouders waren Francisco Mariño en Eugenia Coronel, een welgesteld echtpaar uit Batangas. Nadat ze op jonge leeftijd haar moeder verloor werd ze verzorgd door haar grootvader Andres Mariño. Ze volgde tot ze zestien was onderwijs aan een kostschool voor meisjes. Op haar 30e trouwde ze met advocaat Felipe Agoncillo. Haar echtgenoot was een criticus van het Spaanse koloniale regime en in 1895 zag hij zich gedwongen om het land te verlaten, om deportatie naar Sulu te voorkomen. Eerst reisde hij naar Japan en later vestigde hij zich in de buurt van andere Filipijnse bannelingen in Hongkong. Later volgde Marcela met hun kinderen haar man
Na het sluiten van het Pact van Biak-na-Bato tussen de leiders van de Filipijnse revolutionaire beweging en de Spaanse koloniale overheid in 1897 vertrokken ook Emilio Aguinaldo en de meeste andere leiders van de revolutie in ballingschap naar Hongkong, als onderdeel van de gemaakte afspraken. In mei 1898 naaide Marcela Agoncillo in opdracht van Aguinaldo, geassisteerd door haar oudste dochter en een nicht van José Rizal, in vijf dagen tijd de eerste Filipijnse vlag. Aguinaldo nam de vlag mee aan boord van het schip dat hem kort daarop weer naar de Filipijnen terugbracht. Op 12 juni 1898 werd de vlag gehesen tijdens de onafhankelijkheidsverklaring door Aguinaldo in Kawit. De door Agoncillo gemaakte vlag is tot op de dag van vandaag de vlag van de Filipijnen.
Agoncillo overleed in 1946 op 86-jarige leeftijd. Samen met haar man Felipe Agoncillo kreeg ze zes dochters.